# Carl Gerstenberger
Carl Gottlob Gerstenberger (* 17. März 1825 in Görbersdorf bei Oederan; † 11. Oktober 1912) war ein deutscher Lehrer und Botaniker, der sich auf die Erforschung der Kryptogamen-Flora in Sachsen, insbesondere Moose, Pilze, Flechten und Algen in der Umgebung von Dresden, spezialisiert hatte. Ihm gelang u. a. der erste Nachweis von Hartgras (Sclerochloa dura) in Sachsen.

## Leben und Wirken
Nach dem Besuch des Lehrerseminars Friedrichstadt-Dresden wurde Gerstenberger 1844 Hilfslehrer an der Ratstöchterschule in Dresden. 1846 wurde er dort dritter Oberlehrer. Zuletzt war er Direktor einer Bürgerschule in Dresden.
Er wurde 1860 Mitglied der Isis, Gesellschaft für Naturkunde und übernahm einige Jahre später als I. Bibliothekar gemeinsam mit Friedrich Richter (II. Bibliothekar) die Betreuung der umfangreichen Vereinsbibliothek. Nachdem er das Bibliotheksamt abgegeben hatte, gründete Gerstenberger den Dresdner Kryptogamenclubs der Isis 1886.

## Publikationen (Auswahl)
- Ueber den Nutzen des naturwissenschaftlichen Unterrichts in der Schule. Programm. Dresden, 1860.
- Aufsätze über Kryptogamen in Rabenhorst’s Hedwigia 2. Bd. 1860 und in Reinecke’s Beiträgen zur neuern Mikroskopie 2. und 3. Heft, 1860.